# Глухих Андріан Максимович
Андріан Максимович Глухих (1902, село Берегова, тепер Екстезерської сільської ради Вагайського району Тюменської області, Російська Федерація — ?) — радянський діяч, головний агроном Тобольського районного відділу сільського господарства Тюменської області. Депутат Верховної ради СРСР 3-го скликання.

## Біографія
Народився в родині селянина-середняка. Закінчив початкову школу, працював у сільському господарстві.
У 1923 році закінчив Тобольську сільськогосподарську школу. 
З 1923 року — агроном в Дубровинському і Тобольському районах Тюменської губернії.
У 1929—1937 роках — старший агроном Тобольської районної колгоспної спілки; агроном-плановик і головний агроном Тобольського районного земельного відділу, інспектор Тюменської міжрайонної комісії з визначення урожайності.
У 1937—1941 роках — старший агроном Тобольського районного земельного відділу.
З 1941 до 1945 року служив у Червоній армії.
З 1945 року — головний агроном Тобольського районного відділу сільського господарства Тюменської області.
Подальша доля невідома.

## Нагороди
- медаль «За перемогу над Німеччиною у Великій Вітчизняній війні 1941—1945 рр.»
- медаль «За доблесну працю у Великій Вітчизняній війні 1941—1945 рр.» (1945)
- значок «Відмінник соціалістичного сільського господарства»